# Вишнёвское сельское поселение (Крым)
Вишнёвское се́льское поселе́ние (укр. Вишнівське сільське поселення, крымскотат. Тархан кой юрту, Tarhan köy yurtu) — муниципальное образование в составе Красноперекопского района Республики Крым России.

## География
Поселение расположено на севере района, в степном Крыму, на берегу озера Киятское. Граничит на западе с Ишуньским, на севере с Красноармейским, на юге с Новопавловским и на востоке с Воинским сельскими поселениями.
Площадь поселения 83,97 км².
Основная транспортная магистраль — автодорога 35Н-296 Красноперекопск — Красноармейское (по украинской классификации — С-0-10725).

## Население
| 2001  | 2014  | 2015  | 2016  | 2017  | 2018  | 2019  |
| ----- | ----- | ----- | ----- | ----- | ----- | ----- |
| 2520  | ↘1922 | ↗1926 | ↘1923 | ↘1911 | ↘1881 | ↘1875 |
| 2020  | 2021  |       |       |       |       |       |
| ↘1854 | ↗2167 |       |       |       |       |       |

## Состав сельского поселения
Поселение включает 4 населённых пункта:
| № | Населённый пункт | Тип населённого пункта | Население на 2014 год |
| - | ---------------- | ---------------------- | --------------------- |
| 1 | Вишнёвка         | село, центр            | ↘995                  |
| 2 | Зелёная Нива     | село                   | ↘584                  |
| 3 | Крепкое          | село                   | ↘311                  |
| 4 | Уткино           | село                   | ↘32                   |

## История
В начале 1920-х годов в составе Джанкойского района был создан Тарханский сельсовет. Согласно Списку населённых пунктов Крымской АССР по Всесоюзной переписи 17 декабря 1926 года, в состав совета входило 2 населённых пункта: артель Восход и село Тархан (русский) с населением 342 человека. Постановлением ВЦИК от 30 октября 1930 года был восстановлен Ишуньский район и сельсовет включили в его состав. Постановлением Центрального исполнительного комитета Крымской АССР от 26 января 1938 года Ишуньский район был ликвидирован и создан Красноперекопский район с центром в поселке Армянск (по другим данным 22 февраля 1937 года), а к 1940 году совет был упразднён.
Время создания сельсовета пока не установлено: на 15 июня 1960 года он уже существовал и включал 5 населённых пунктов:

| - Вишнёвка - Красноармейское - Крепкое | - Надеждино - Смушкино |

К 1968 году в состав совета включили село Карпова Балка, к 1977 году Карпову Балку переподчинили Почётненскому сельсовету, из Ишуньского передали Зелёную Ниву и Уткино. Впоследствии был создан Красноармейский сельсовет, куда, кроме Красноармейского, отошли Надеждино и Смушкино. С 12 февраля 1991 года сельсовет в восстановленной Крымской АССР, 26 февраля 1992 года переименованной в Автономную Республику Крым. По Всеукраинской переписи 2001 года население совета составило 2520 человека. С 21 марта 2014 года в составе Крыма аннексировано Россией. Законом «Об установлении границ муниципальных образований и статусе муниципальных образований в Республике Крым» от 4 июня 2014 года территория административной единицы была объявлена муниципальным образованием со статусом сельского поселения.